# 浙江省都市圈城际铁路
浙江省都市圈城际铁路，是运营于中华人民共和国浙江省境内各都市圈（部分线路亦延伸至上海市、江苏省）的城际与市域铁路系统。

## 历史
作为浙江省都市圈城际铁路一部分的温州市域铁路，其建设规划于2012年9月24日获国家发改委批复。此后，2013年3月21日，温州市域铁路S1线正式动工。2014年12月，《浙江省都市圈城际铁路近期建设规划》获得国家发改委批复，包含杭州都市圈4个项目、宁波都市圈3个项目、台州都市圈2个项目和浙中都市圈2个项目。2018年7月，浙江省公示《浙江省都市圈城际铁路二期建设规划》环评简本，包含杭州都市圈4个项目、宁波都市圈1个项目、温台都市圈3个项目、浙中都市圈1个项目。
2017年5月，浙江省轨道交通运营管理集团（下称浙江轨道集团）成立。其子公司浙江幸福轨道交通运营管理有限公司（下称浙江幸福轨道）于2019年成立，接管温州市域铁路S1线的运营。

## 运营中线路
- 宁波至余姚城际铁路，为利用萧甬铁路来往于余姚站和宁波站的城际铁路，是杭州－绍兴－宁波城际线的一部分。本线于2017年6月10日通车，现由宁波市城际铁路发展有限公司与中国铁路共同运营。

- 绍兴城际线，为利用萧甬铁路来往于杭州南站和上虞站的城际线路，是杭州－绍兴－宁波城际线的一部分。本线于2018年4月18日通车，现由绍兴轨道交通与中国铁路共同运营。

- 温州市域铁路S1线，为来往于温州市瓯海区桐岭站与洞头区双瓯大道站的市域铁路。本线于2012年获批[8]，2019年1月23日通车，现由浙江幸福轨道运营。

- 杭州地铁16号线，原称杭州至临安城际铁路，为来往于杭州市临安区九州街站与余杭区绿汀路站的市域铁路。本线于2014年随《浙江省都市圈城际铁路近期建设规划》获批，2020年4月23日通车，现由杭州地铁运营。

- 杭州地铁6号线富阳段（原杭州至富阳城际铁路），为来往于杭州市富阳区桂花西路站与西湖区美院象山站的市域铁路。本线于2014年随《浙江省都市圈城际铁路近期建设规划》获批，2020年12月30日通车，现作为杭州地铁6号线的一部分由杭州地铁运营。

- 杭州至海宁城际铁路，为来往于杭州市临平区余杭高铁站与海宁市碧云站的市域铁路。本线于2014年随《浙江省都市圈城际铁路近期建设规划》获批，由浙江轨道集团运营[9]。

- 绍兴地铁1号线柯桥段，原称杭绍城际铁路，为来往于杭州市萧山区姑娘桥站与绍兴市柯桥区中国轻纺城站的市域铁路。本线于2014年随《浙江省都市圈城际铁路近期建设规划》获批，由京越地铁运营。

- 宁波轨道交通3号线鄞奉段，原称宁波至奉化城际铁路，为来往于宁波市鄞州区高塘桥站与奉化区金海路站的市域铁路，是宁波地铁3号线的一部分。本线于2014年随《浙江省都市圈城际铁路近期建设规划》获批，2019年9月28日部分开通，2020年9月27日全线开通，现由宁波轨道交通运营。
- 台州市域铁路S1线，为来往于台州市椒江区台州中心站与温岭市城南镇站的市域铁路。本线于2014年随《浙江省都市圈城际铁路近期建设规划》获批。

- 金义东城际轨道交通，为来往于金华市婺城区金华火车站、义乌市秦塘站、义乌火车站与东阳市横店客运中心站的市域铁路。本线于2014年随《浙江省都市圈城际铁路近期建设规划》获批。

- 温州市域铁路S2线，为来往于乐清市下塘站与瑞安市人民路站的市域铁路。

## 建设中线路
- 杭州至德清城际铁路，为来往于杭州市余杭区逸盛路站与德清县德清高铁站的市域铁路。本线于2021年随《长江三角洲地区多层次轨道交通规划》获批。
- 台州市域铁路S2线，为来往于台州市北洋镇和无人机小镇的市域铁路，途径新前街道、黄岩、台州西站、台州站、台州湾新区。本线于2021年随《长江三角洲地区多层次轨道交通规划》获批。

- 温州市域铁路S3线，为来往于温州市温州火车站与瑞安市新城广场站的市域铁路。本线于2021年随《长江三角洲地区多层次轨道交通规划》获批。

## 规划中线路
- 下沙至长安市域铁路（暂名），为来往于杭州市钱塘区白杨街道与海宁市长安镇的市域铁路，途径海宁高新区（盐仓）。本线于2021年随《长江三角洲地区多层次轨道交通规划》获批。

- 嘉兴至枫南市域铁路（暂名），原称沪嘉城际铁路，为来往于上海市松江区松江南站站与嘉兴市余新镇嘉兴南站的市域铁路，途径嘉善。其中嘉兴南站至枫泾站段于2021年随《长江三角洲地区多层次轨道交通规划》获批。

- 金山至平湖市域铁路（暂名），原称沪平城际铁路，为来往于上海市金山区与平湖市、海盐县的市域铁路。本线于2021年随《长江三角洲地区多层次轨道交通规划》获批。

- 嘉善至西塘市域铁路（暂名），为来往于沪嘉城际铁路嘉善站与上海示范区的市域铁路，途径姚庄、西塘。本线于2021年随《长江三角洲地区多层次轨道交通规划》获批。

- 宁波至余姚城际铁路二期工程，为来往于余姚站与慈溪市杭州湾站的市域铁路。本线于2014年随《浙江省都市圈城际铁路近期建设规划》获批。

- 宁波至慈溪城际铁路，为来往于宁波市江北区孔浦站与慈溪市慈溪高铁站的市域铁路。本线于2014年随《浙江省都市圈城际铁路近期建设规划》获批。

- 宁波至象山城际铁路，为来往于宁波市钱湖大道与象山县大目湾的市域铁路。本线于2021年随《长江三角洲地区多层次轨道交通规划》获批。

- 沪杭城际铁路，为来往于上海南站与杭州东站的城际铁路，为沪昆高速铁路的复线。本线于2021年随《长江三角洲地区多层次轨道交通规划》获批。

- 如通苏湖铁路，为来往于江苏如东、南通、海门、常熟、苏州吴江与浙江南浔、湖州和长兴的城际铁路。本线于2021年随《长江三角洲地区多层次轨道交通规划》获批。

- 水乡旅游线，为来往于示范区客厅站、吴江、南浔、湖州、乌镇、桐乡城区、海宁盐官与萧山国际机场的城际铁路。本线于2021年随《长江三角洲地区多层次轨道交通规划》获批。